# Jean-Claude Peyronnet
Pour les articles homonymes, voir Peyronnet.
Jean-Claude Peyronnet, né le 7 novembre 1940 à Châlus (Haute-Vienne), est un homme politique français. 

## Biographie
Ancien élève de l'Ecole normale supérieure de Saint-Cloud), agrégé d'histoire et titulaire d'un doctorat de 3e cycle en histoire, il a été maitre de conférences en histoire moderne à l'Université de Limoges. Deputé de la 2e circonscription de la Haute-Vienne, il est élu sénateur de la Haute-Vienne en 1995 puis réélu en 2004 . Il est un des 10 vice-présidents de la commission des affaires étrangères, de la défense et des forces armées (élu le 2 octobre 2012).
Historien, il a publié de nombreux travaux sur l'histoire du Limousin au XVIIIe siècle et a été l'un des cofondateurs, aux côtés de Louis Pérouas (directeur de recherches au CNRS) de l'association "Rencontre des Historiens du Limousin".
Il ne se représente pas à l'occasion des élections sénatoriales de 2014. À cette occasion, il critique vivement la supposée inactivité de son collègue Jean-Pierre Demerliat, lui aussi sortant socialiste.

## Prises de positions
En novembre 2017, il plaide aux côtés de l'ancien président du Conseil régional du Limousin Robert Savy en faveur d'un statut de métropole pour l'agglomération de Limoges, et d'une fusion des trois départements de l'ancienne région pour contrebalancer le départ de nombreux services à Bordeaux et négocier une délégation de compétences économiques.

## Synthèse des mandats et fonctions

### mandats
- Sénateur de la Haute-Vienne (1995-2014)
- Conseiller municipal de Châlus (jusqu'en mars 2008)
- Président du conseil général de la Haute-Vienne (1982-2004)
- Président de la Communauté de communes des monts de Châlus (jusqu'en avril 2008)
- Conseiller général de la Haute-Vienne, élu du canton de Châlus (1979-2015)

### fonctions
- Président du Conseil d'Administration du Service départemental d'incendie et de secours de la Haute-Vienne (SDIS87)
- Membre titulaire du Conseil d'administration de l'Agence française de développement depuis le 15 décembre 2011 (jusqu'au 30 septembre 2014).
- Membre titulaire du Conseil national du développement et de la solidarité internationale depuis le 23 janvier 2014
- Président du CNFPT de 1989 à 1993.

## Publications
- Les Enfants trouvés de l'Hôpital général de Limoges au XVIIIe siècle, Paris, Hachette, 1973 (en microfiches)
- Avec Michel Kiener, Quand Turgot régnait en Limousin: un tremplin vers le pouvoir, Paris, Fayard, 1979
- Léonard, Marie, Jean et les autres [Texte imprimé] : les prénoms en Limousin depuis      un millénaire, sous le dir. de Louis Perouas, avec Bernadette Barrière, Jean Boutier, Jean-Claude Peyronnet et Jean Tricart, Paris, éditions du CNRS, 1984